# Бэнкс, Джон Эдвард
Джон Эдвард Бэнкс (англ. John Edward Banks) — британский военнослужащий, наёмный солдат, основатель частных военных компаний и вербовщик наёмников.

## Ранние годы и служба в армии
Джон Бэнкс родился в 1945 году в Олдершоте, в семье офицера медицинской службы воздушно-десантных войск. Детство Джона прошло в Кемберли, неподалеку от Королевской военной академии, а также в Египте и на Кипре, где он посещал школы для детей военнослужащих. В 1962 году, по достижении 17 лет, Бэнкс поступил на военную службу. После прохождения начальной подготовки, он был принят в роту «D» элитного подразделения «Следопыты» второго батальона Парашютного полка. Через 4 года был переведён в особую патрульную роту второго батальона, специально тренируемую для проникновения в глубокий тыл противника. В это время Бэнкс принял участие в боевых действиях в Малайзии, Йемене и Омане. Из-за полученных ранений не мог продолжать активную службу в спецподразделении и был переведён на должность инструктора по рукопашному бою в военную школу Парашютного полка.

## Секретные операции и наёмничество
В 1969 году Джон Бэнкс был уволен из армии за проступок. Согласно утверждению самого Бэнкса, после этого он был принят на службу в силы специального назначения США, но вскоре уволен из-за того, что его брат Роджер поставлял оружие вьетконговцам в дельте Меконга. В 1970 году Бэнкс знакомится с Дэвидом Стирлингом, основателем Особой воздушной службы и частной военной компании «Watchguard International Ltd». Бэнкс становится сотрудником Watchguard. По его словам, Стирлинг нанял его для участия в спецоперации «Хилтон», планировавшейся как нападение на тюрьму в Триполи для освобождения политических противников полковника Каддафи с последующим поднятием мятежа. Но под давлением британских и американских дипломатов операция была отменена. Джон Бэнкс воевал в Биафре, Южном Вьетнаме и Ираке в качестве наёмника.

## Частные военные компании
В 1975 году Бэнкс основал частную военную компанию «Security Advisory Services». Он возглавлял офис компании в Сандхерсте и занимался вербовкой наёмников для участия в войне в Южной Родезии и гражданской войне в Анголе. Некоторые из завербованных, воевавшие на стороне ФНЛА в Анголе, попали в плен и были приговорены к смертной казни на процессе в Луанде. На пресс-конференции Джон Бэнкс заявил о приговорённых:

Я не испытываю жалости к ним. Они — солдаты и знали, на что идут. Я бы завербовал их снова.

Не позднее февраля 1976 года Бэнкс ушёл из «Security Advisory Services», но продолжил работать на ФНЛА. Впоследствии он основал новую компанию под названием АКРО (Анти-коммунистическая революционная организация) в Кемберли, чтобы отправить наёмников на Ямайку для борьбы против кубинской армии.
В 1977 году, на судебном процессе по делу о поставках оружия для ИРА, Бэнкс дал показания, выявившие тесные связи его компаний с бывшими военнослужащими Особой воздушной службы а также с сотрудниками службы Кини Мини.
В 1978 году Бэнкс опубликовал книгу «Награда за войну: жизнь современного наёмника».

## Тюрьма
В 1980 году Джон Бэнкс был осуждён за вымогательство 250 тысяч долларов США у посольства Никарагуа в Лондоне в обмен на информацию о покушении на бывшего президента Сомоcу. В ходе разбирательства в Центральном уголовном суде Лондона, Бэнкс заявил, что входил в группу британских и американских наёмников, которых пытался нанять агент ЦРУ для убийства Сомосы, по приказу президента США Картера. Но наёмники не захотели выполнить это задание и решили разгласить информацию о нём, для чего выбрали Бэнкса, по его показаниям. При этом Джон Бэнкс отвергал обвинения в вымогательстве денег. После побега из тюрьмы Колдингли, Бэнкс был пойман и снова посажен в тюрьму в конце 1981 года. По предположению шотландского анархиста Стюарта Кристи, уже в 1982 году Джон Бэнкс был на свободе и работал на Муаммара Каддафи в качестве советника по безопасности.

## Поздние годы
В начале 1990-х годов Джон Бэнкс принимал участие в операции по поимке торговца героином, проводимой офицерами Управления по Таможенным и Акцизным сборам. Бэнкс служил в специальном отделе (Special Branch) Службы столичной полиции, преобразованном впоследствии в отдел по борьбе с терроризмом SO15, а также в специальном подразделении «Scorpions» Государственного управления по судебным расследованиям Южной Африки, которое фактически являлось подразделением разведки, по словам Бэнкса. В интервью режиссёру Шону Стоуну в декабре 2014 года Джон Бэнкс заявил, что американские спецслужбы планировали устроить взрыв на Чемпионате мира по футболу FIFA 2010.